# Дощові ліси Соломонових островів
Дощові ліси Соломонових островів (ідентифікатор WWF: AA0112) — австралазійський екорегіон тропічних та субтропічних вологих широколистяних лісів, розташований на Соломонових островах.

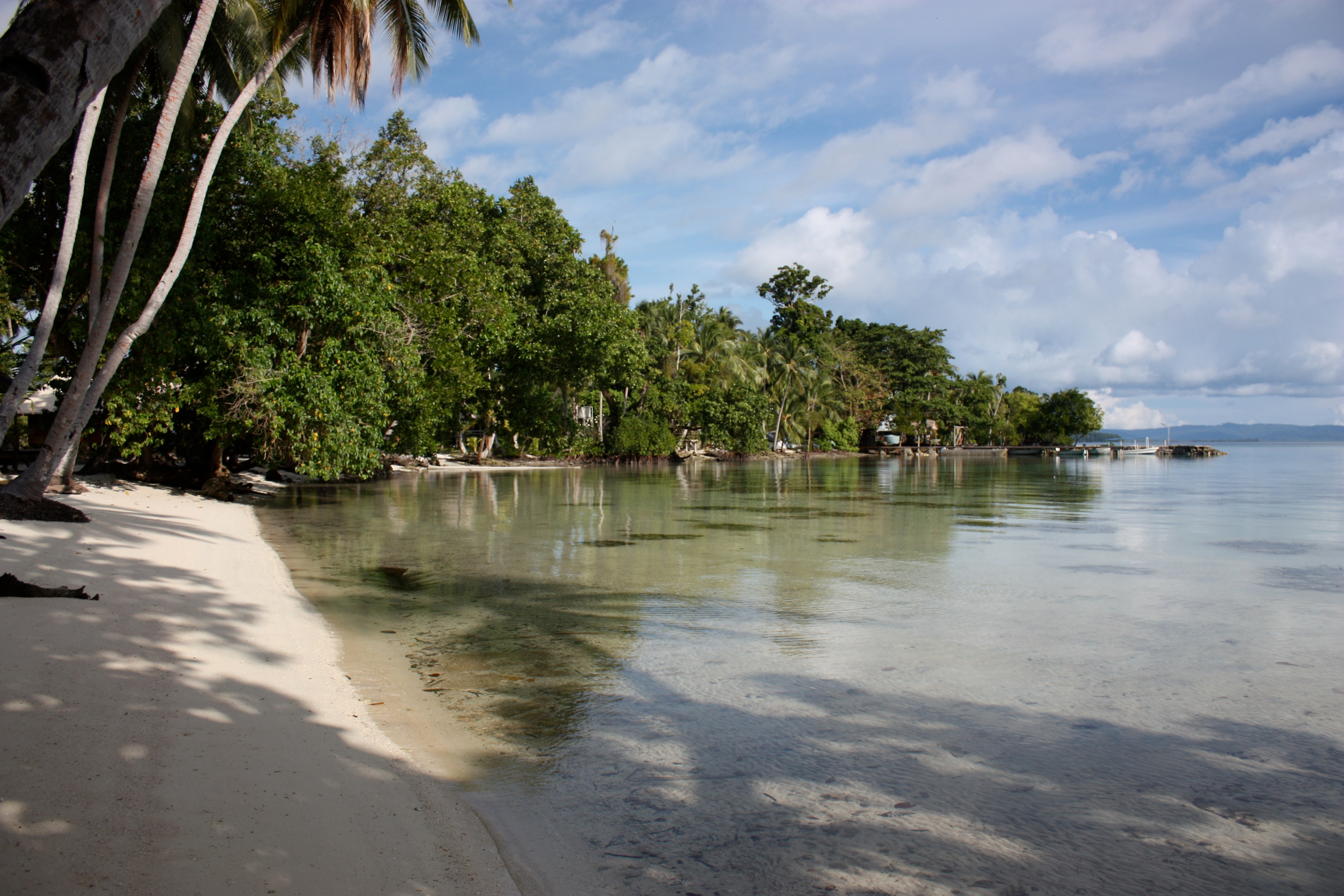
Лагуна Марово на острові Вангуну

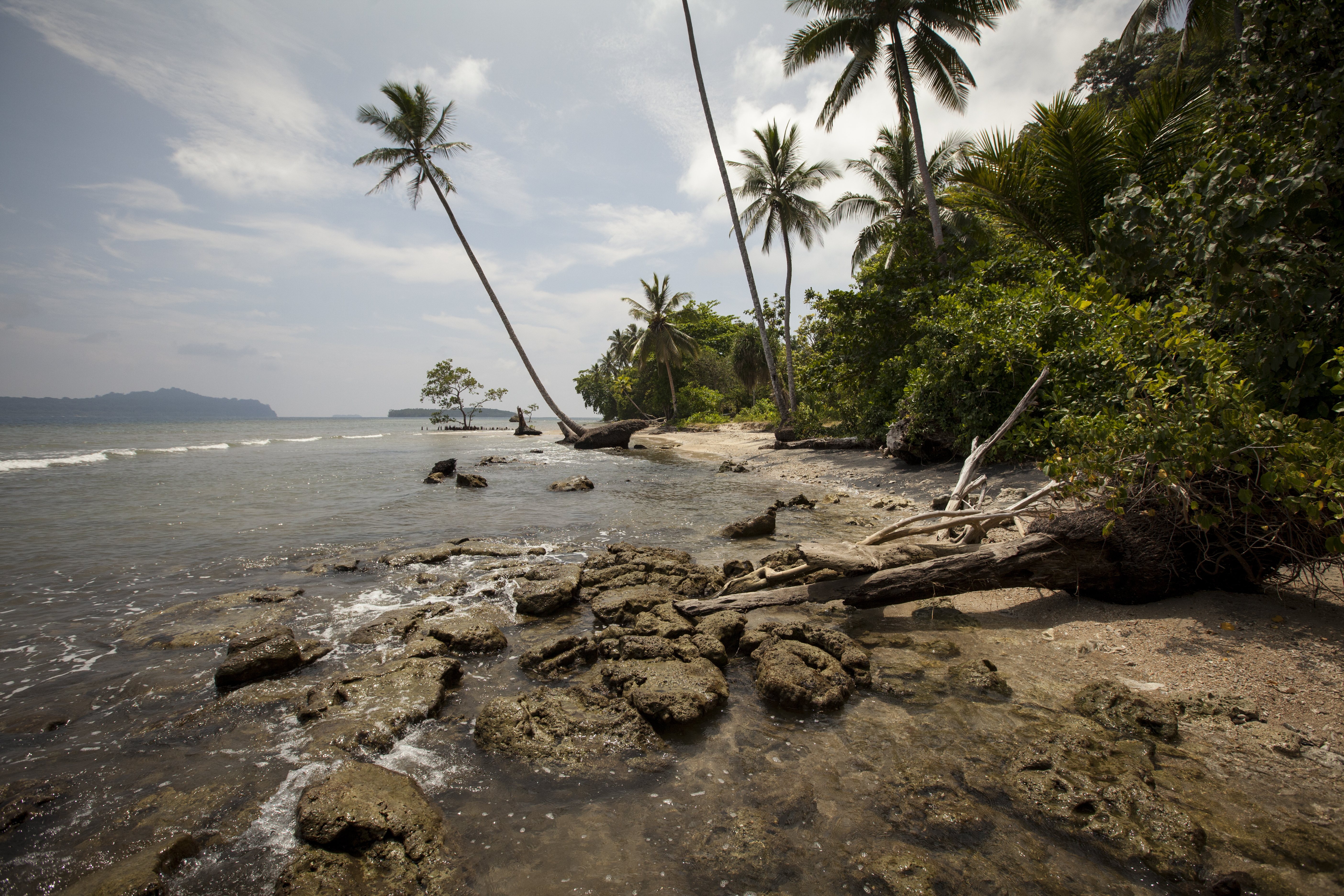
Узбережжя острова Нггатокае

## Географія
Екорегіон дощових лісів Соломонових островів охоплює Соломонові острови — архіпелаг у Меланезії, що включає близько 1000 островів, які простягаються з північного заходу на південний схід на 1450 км, між 5° і 12° південної широти. Острови Бука і Бугенвіль, розташовані на крайній півночі архіпелагу, є частиною Папуа Нової Гвінеї і складають Автономний регіон Бугенвіль. Решта архіпелагу входять до складу незалежної держави Соломонові Острови.
Острів Бугенвіль площею майже 9000 км² є найбільшим островом архіпелагу; його довжина становить близько 200 км, а ширина — 50-60 км. Через центральну частину острова проходить гірський хребет, північна частина якого відома як хребет Імператора, а південна частина, відділена сідловиною, — як хребет Кронпринца. Найвищою вершиною острова та всього архіпелагу є гора Бальбі заввишки 2715 м, розташована в хребті Імператора. Основу острова Бугенвіль складають вулканічні породи віком понад 30 мільйонів років та підняті вапняки. Шахта Пангуна, розташована в горах Кронпринца, є однією з найбільших мідних шахт на Землі. На північному заході Бугенвіля, на південь від гори Бальбі, розташоване карстове плато Керіака, що складається з вивітрених форамініферних вапняків, які утворилися у ранньому міоцені. Острів Бука розташований на північний захід від Бугенвіля і відділений від нього вузькою протокою Бука. Більшу частину острова складають підняті плейстоценові коралові вапняки.
Решта архіпелагу простягається на південний схід від Бугенвіля подвійним ланцюгом. Зовнішній або північно-східний ланцюг складається з островів Шуазель, Санта-Ісабель і Малаїта, кожен з яких має довжину близько 200 км в і ширину близько 30 км. Гори у внутрішніх районах цих островів підіймаються на висоту понад 1000 м над рівнем моря на Шуазелі, на висоту понад 1200 м на Санта-Ісабель та на висоту понад 1300 м на Малаїті.
Внутрішній ланцюг простягається на південний схід від острова Шортленд, що лежить лише за 20 км від Бугенвіля, і включає групу островів Нова Джорджія, до якої входять острови Велья-Лавелья, Ранонгга, Коломбангара, Нова Джорджія, Рендова, Вангуну і Нггатокае, групу невеликих островів Рассела, а також острови Гуадалканал і Макіра. На північному узбережжі Гуадалканала розташоване місто Хоніара, столиця Соломонових Островів. Більшість островів внутрішнього ланцюга гористі, однак невисокі й не підіймаються на висоту понад 1000 м над рівнем моря, за винятком конічного стратовулкана Веве на Коломбангарі заввишки 1768 м та гірського хребта на острові Гуадалканал, найвищою вершиною якого є Попоманасеу заввишки 2335 м, друга за висотою гора в архіпелазі після Бальбі.
Окрім вищезгаданих вулканічних островів, до складу екорегіону також входять деякі коралові острови, зокрема атол Онтонг-Джава, один з найбільших атолів у світі, розташований за 250 км на північ від острова Санта-Ісабель, та острови Реннелл і Беллона, розташовані за 180 км на південний захід від острова Макіра.
Соломонові острови утворилися внаслідок субдукції Австралійської плити та плити Соломонового моря під Тихоокеанську плиту. Тектонічна активність в регіоні є однією з найвищих у світі, однак субдукція тут відбувається зі швидкістю 10-12 см на рік. Вік островів збільшується з північного заходу на південний схід.
З геологічної точки зору більшість Соломонових островів складаються з вулканічних гірських порід, зокрема андезитів і базальтів. Найскладнішу геологічну будову має Гуадалканал: на цьому острові зустрічаються андезити, інтрузивні плутонічні породи, пліоценові осадові породи, а також підняті плейстоценові коралові вапняки у північній низовині поблизу Хоніари. На п'яти островах – у південній частині острова Санта-Ісабель, на сусідньому острові Сан-Хорхе, на островах Нггела, на південному заході острова Гуадалканалу та в північно-центральній частині острова Сан-Крістобаль є відслонення ультраосновних порід, багатих на хром та нікель. Ці породи токсичні для багатьох рослин і є домом для характерних рослинних угруповань.
Екорегіон дощових лісів Соломонових островів є частиною Австралазійської області, яка також включає сусідній архіпелаг Бісмарка та Нову Гвінею, а також Нову Каледонію, Австралію та Нову Зеландію. Соломонові острови розташовані на крайньому сході флористичного регіону Папуазія, який включає Нову Гвінею та архіпелаг Бісмарка.

## Клімат
На більшій частині Соломонових островів домінує екваторіальний клімат (Af за класифікацією кліматів Кеппена), а на найвищих гірських вершинах — високогірний субтропічний клімат (Cfb за класифікацією Кеппена). Середньорічна кількість опадів на більшій частині регіону коливається від 3000 до 5000 мм. Сезонні коливання температури незначні, а сезонні коливання кількості опадів залежать від панівних вітрів. Південно-східні пасати активні приблизно з березня по жовтень, коли сонце знаходиться на північ від екватора. Лютий-березень і листопад-грудень — періоди нестабільної погоди; в цей час на островах часто випадають опади. З грудня по лютий в регіоні дують північно-західні вітри. На півдні архіпелагу у період з листопада по квітень іноді трапляються тропічні циклони. Відносно високі гори Гуадалканалу, що простягаються зі сходу на захід, створюють ефект дощової тіні у низовинах на північному сході острова, де під час сезону південно-західних пасатів опадів випадає менше, ніж на решті архіпелагу.
Зі збільшенням висоти в горах Соломонових островів температура падає: на висоті понад 700 м над рівнем моря температура зазвичай на 4-5 °C нижча, ніж у низинах, і в середньому становить 22-23 °C. Під час сезону південно-східних пасатів у високогір'ях спостерігається густий хмарний покрив, а на навітряних схилах випадає більше опадів, ніж у низовинах.

## Флора
Рослинний покрив екорегіону переважно представлений рівнинними та гірськими тропічними дощовими лісами. Крім того, на Соломонових островах зустрічаються й інші рослинні угруповання, зокрема прибережні зарості, мангрові ліси та прісноводні заболочені ліси. На північних (підвітряних) схилах Гуадалканалу зустрічаються сезонно сухі ліси та луки.
На морських узбережжях екорегіону поширені прибережні зарості, у яких переважають трав'янисті рослини, зокрема тропічна пляжна трава (Thuarea involuta), та різні види кручених паничів (Ipomoea spp.), канавалій (Canavalia spp.), смикавців (Cyperus spp.), сцевол (Scaevola spp.) та гібісків (Hibiscus spp.), а також деякі дерева і чагарники, зокрема азійські баррингтонії (Barringtonia asiatica), хвощелисті казуарини (Casuarina equisetifolia) та різні види панданів (Pandanus spp.), турнефортій (Tournefortia spp.), цербер (Cerbera spp.), калофіллумів (Calophyllum spp.) та терміналій (Terminalia spp.).
На Соломонових островах зустрічається два типи мангрів: низькі зарості, у яких домінують високі мангри (Rhizophora apiculata), та високі ліси, у яких зростають різні види ризофор (Rhizophora spp.) та бругієр (Bruguiera spp.). Шестикутні бругієри (Bruguiera sexangula), дрібноцвіті бругієри (Bruguiera parviflora) та шпорові мангри (Ceriops tagal) досягають на Соломонових островах східної межі свого поширення.
На більшості островів екорегіону є великі масиви прісноводних заболочених лісів. На Соломонових островах виділяють кілька типів заболочених лісів: вторинні ліси, у яких домінують короткочерешкові кампносперми (Campnosperma brevipetiolatum), густі заболочені ліси, у яких домінують коричневі терміналії (Terminalia brassii), сагові болота, на яких домінують соломонські сагові пальми (Metroxylon salomonense), невисокі панданові ліси, у яких домінують різні види панданів (Pandanus spp.), а також мішані заболочені ліси.
Найпоширенішим типом рослинності на Соломонових островах є рівнинні тропічні дощові ліси. Серед дерев, що переважають у цих лісах, слід відзначити калофіллум Пікеля (Calophyllum peekelii), фіджійський калофіллум (Calophyllum vitiense), соломонську ділленію (Dillenia salomonensis), блакитне мармурове дерево (Elaeocarpus angustifolius), білий ендоспермум (Endospermum myrmecophilum), соломонське парінарі (Parinari papuana subsp. salomonensis), дерево мербату (Maranthes corymbosa), острівне лічі (Pometia pinnata), молуцьку гмеліну (Gmelina moluccana), пильчасту шизомерію (Schizomeria serrata), каламансайську терміналію (Terminalia calamansanai) та короткочерешкову кампносперму (Campnosperma brevipetiolatum), а також різні види фікусів (Ficus spp.), олстоній (Alstonia spp.), каркасів (Celtis spp.), елеокарпусів (Elaeocarpus spp.), канаріумів (Canarium spp.), сизигіумів (Syzygium spp.), калофіллумів (Calophyllum spp.), дідимохетонів (Didymocheton spp.), смердючих дерев (Dysoxylum spp.), терміналій (Terminalia spp.) та стеркулій (Sterculia spp.). Ці дерева виростають до 25-35 м заввишки, утворюючи густий лісовий намет, і зазвичай рясно вкриті епіфітами, зокрема папоротями та орхідеями. В підліску рівнинних дощових лісів зустрічаються пальми, зокрема пальми Альберта (Caryota rumphiana) та різні види лікуал (Licuala spp.) і арек (Areca spp.), бамбуки, деревоподібні папороті ціатеї (Cyathea spp.), пандани (Pandanus spp.) та високі трави. Завдяки природним порушенням (тропічним штормам, зсувам, падінню дерев) в дощових лісах є багато галявин, куди проникають сонячні промені. На цих галявинах ростуть банани (Musa spp.), імбир (Zingiber spp.), ліани та ротангові пальми (Calamus spp.).
Загалом на Соломонових островах зустрічається шість типів рівнинних дощових лісів. Їх розподіл залежить від висоти над рівнем моря, рівня порушень та експозиції. У деяких частинах екорегіону зустрічаються особливі типи лісових угруповань, які характеризуються низьким флористичним різноманіттям. Перший тип, представлений моновидовими насадженнями короткочерешкових кампносперм (Campnosperma brevipetiolatum) або мішаними насадженнями кампносперм з соломонськими ділленіями (Dillenia salomonensis), острівними лічі (Pometia pinnata) або тейсманнієдендронами (Teijsmanniodendron spp.), пов'язаний з масштабними порушеннями. Подібні ліси, у яких домінують короткочерешкові кампносперми (Campnosperma brevipetiolatum), зустрічаються на островах Санта-Ісабель, Нова Джорджія та Шуазель. Другий тип лісів з низьким видовим різноманіттям пов'язаний з незвичайними типами ґрунтів. У районах, де переважають вапнякові ґрунти, домінують новогвінейські тики (Vitex cofassus) та острівні лічі (Pometia pinnata), у районах, де переважають ультраосновні ґрунти, багаті на токсичні для багатох рослин важкі метали, — папуанські гімностоми (Gymnostoma papuanum), зарубчастолисті ділленії (Dillenia crenatifolia), дакридіуми Беккарі (Dacrydium beccarii) та різні види сизигіумів (Syzygium spp.), а у заболочених районах — індійські птерокарпуси (Pterocarpus indicus) та коричневі терміналії (Terminalia brassii). У лісах, пов'язаних з ультраосновними породами, зустрічається багато рідкісних ендемічних видів, зокрема пальми гідріастели Омброна (Hydriastele hombronii).
Гірські дощові ліси на Соломонових островах характеризуються вищим видовим різноманіттям, ніж рівнинні дощові ліси, однак лісовий намет в них розташований на висоті 15-20 м над землею, нижче, ніж у низинних лісах. Серед дерев, поширених у гірських дощових лісах екорегіону, слід відзначити соломонський метросідерос (Metrosideros salomonensis), дакридіум Беккарі (Dacrydium beccarii), соломонський ногоплідник (Podocarpus salomoniensis), острівний ногоплідник (Podocarpus insularis), а також різні види сизигіумів (Syzygium spp.), ардізій (Ardisia spp.), психотрій (Psychotria spp.), плерандр (Plerandra spp.), фікусів (Ficus spp.) та рододендронів (Rhododendron spp.). Натомість кастанопсиси (Castanopsis spp.), літокарпуси (Lithocarpus spp.) та нотофагуси або південні буки (Nothofagus spp.), характерні дерева, що домінують у гірських дощових лісах Нової Гвінеї та архіпелагу Бісмарка, на Соломонових островах відсутні, як і представники родини діптерокарпових (Dipterocarpaceae), що домінують в лісах на більшій частині Зондського архіпелагу.
На Бугенвілі на висоті 700-800 м над рівнем моря рівнинні дощові ліси переходять у передгірні ліси, що простягаються на висоту до 1500 м над рівнем моря. Лісовий намет у передгірських лісах розташований на висоті 25-30 м над землею. Його основу складають гарцинії (Garcinia spp.) та елеокарпуси (Elaeocarpus spp.), а також єпископські дерева (Bischofia javanica) та різноманітні ділленії (Dillenia spp.), шизомерії (Schizomeria spp.), сизигіуми (Syzygium spp.), альфітонії (Alphitonia spp.) і криптокарії (Cryptocarya spp.). Серед інших дерев, поширених у передгір'ях Бугенвіля, слід відзначити різні види неонауклей (Neonauclea spp.), слоаней (Sloanea spp.), палаквіумів (Palaquium spp.), канаріумів (Canarium spp.) та фікусів (Ficus spp.).
На висоті понад 1500 м над рівнем моря на Бугенвілі ліси переходять у гірські чагарники, серед яких домінують пандани (Pandanus spp.), пальми, зокрема великосуцвіттєві гідріастели (Hydriastele macrospadix), деревоподібні папороті ціатеї (Cyathea spp.) та бамбуки на більш пізніх вулканічних відкладеннях. У захищених районах, де ґрунти більш глибокі, зустрічаються осередки гірських лісів.
На півночі Гуадалканалу, де дощова тінь від гір створює більш посушливі умови з червня по жовтень, зустрічаються мішані листяні ліси та луки. Ліси у цій місцевості мають відкритий, фрагментований лісовий намет, основу якого складають острівні лічі (Pometia pinnata), новогвінейські тики (Vitex cofassus) та зубчасті кляйнговії (Kleinhovia hospita). Деякі види, поширені у цих лісах, зокрема індійські птерокарпуси (Pterocarpus indicus), звичайні анчари (Antiaris toxicaria), різноманітні фікуси (Ficus spp.) та стеркулії (Sterculia spp.), скидають листя під час сухого сезону. У нижньому ярусі листяних лісів Гуадалканалу зустрічаються отруйні семекарпуси (Semecarpus spp.), шорсткі колони (Colona scabra) та запашні кананги (Cananga odorata).
Високотравні луки простягаються приблизно на 30 км на схід від Хоніари. На цих луках переважає тритичинкова темеда (Themeda triandra), яка виростає до 1 м заввишки або вище, а також тропічний очерет (Phragmites karka) та різні інтродуковані трави, зокрема циліндрична імперата (Imperata cylindrica) та дрібноцвітий мишій (Setaria parviflora). Вздовж річок, що протікають через луки, зустрічаються галерейні ліси, флора яких подібна до флори листяних лісів. Ймовірно, луки Гуадалканалу утворилися внаслідок регулярних пожеж, які періодично розпалювалися людьми.
На віддалених коралових атолах, які є частиною екорегіону, зустрічаються рівнинні дощові ліси, прибережна і болотяна рослинність та зарості панданів (Pandanus spp.). Їх флора бідніша, порівняно з флорою вулканічних островів, що пояснюється нестачею поживних речовин в ґрунті у поєднанні з антропогенним впливом.

## Фауна
В межах екорегіону зустрічається 47 видів ссавців — рукокрилих та гризунів, більшість з яких мають новогвінейське походження. Сумчасті ссавці на архіпелазі відсутні, за винятком інтродукованих пухнастих кускусів (Phalanger orientalis). Ендеміками екорегіону є гуадалканальські щури (Uromys porculus), королівські щури (Uromys rex), імператорські щури (Uromys imperator), велетенські вангунські щури (Uromys vika), бугенвільські мозаїкохвості щури (Melomys bougainville), бугенвільські голохвості щури (Solomys salebrosus), ісабельські голохвості щури (Solomys sapientis), угійські голохвості щури (Solomys salamonis), голохвості щури Понселе (Solomys ponceleti), соломонські крилани (Pteropus rayneri), реннельські крилани (Pteropus rennelli), макірські крилани (Pteropus cognatus), карликові крилани (Pteropus woodfordi), крилани Санборна (Pteropus mahaganus), крилани Вудфорда (Melonycteris woodfordi), крилани Фардуліса (Melonycteris fardoulisi), малаїтські трубконосі крилани (Nyctimene malaitensis), бугенвільські мавпоголові крилани (Pteralopex anceps), гуадалканалські мавпоголові крилани (Pteralopex atrata), ново-джорджійські мавпоголові крилани (Pteralopex taki), великі мавпоголові крилани (Pteralopex flanneryi), гірські мавпоголові крилани (Pteralopex pulchra), соломонські голоспинні крилани (Dobsonia inermis), соломонські мопси (Mops solomonis), соломонські листоноси (Anthops ornatus), макірські листоноси (Hipposideros demissus) та листоноси Фірса (Hipposideros dinops). Серед майже ендемічних ссавців, які також зустрічаються на інших островах Меланезії, слід відзначити адміралтейського крилана (Pteropus admiralitatum), острівного трубконосого крилана (Nyctimene major) та умбойського трубконосого крилана (Nyctimene vizcaccia).
Орнітофауна екорегіону нараховує близько 200 видів і характеризується високим рівнем ендемізму. Ендеміками екорегіону є чубаті голуби-довгохвости (Reinwardtoena crassirostris), малаїтські пінони (Ducula brenchleyi), білоголові тілопо (Ptilinopus eugeniae), світлохвості голуби-голооки (Gymnophaps solomonensis), вохристоголові коукали (Centropus milo), соломонські кукавки (Cacomantis addendus), соломонські корнудо (Rigidipenna inexpectata), соломонські ночнарі (Eurostopodus nigripennis), меланезійські пастушки (Hypotaenidia rovianae), соломонські пастушки (Hypotaenidia woodfordi), яструби-імітатори (Tachyspiza imitator), соломонські орлани (Icthyophaga sanfordi), соломонські сови (Asio solomonensis), меланезійські сови-голконоги (Athene jacquinoti), вусаті альціони (Actenoides bougainvillei), ультрамаринові альціони (Todiramphus leucopygius), соломонські рибалочки (Ceyx meeki), соломонські какаду (Cacatua ducorpsii), жовтоволі лорікети (Charmosynoides margarethae), зелені лорікети (Vini meeki), соломонські лорі (Lorius chlorocercus), чорнощокі піти (Pitta anerythra), бугенвільські медовички (Myzomela lafargei), чорноголові медовички (Myzomela melanocephala), темні шикачики (Coracina welchmani), цикадові шикачики (Edolisoma holopolium), вивільгові свистуни (Pachycephala orioloides), соломонські віялохвістки (Rhipidura rufofronta), білокрилі віялохвістки (Rhipidura cockerelli), соломонські монархи (Monarcha castaneiventris), білоголові монархи (Monarcha richardsii), строкатокрилі монархи (Symposiachrus barbatus), білошиї монархи (Symposiachrus vidua), велалавельські монархи (Symposiachrus nigrotectus), архіпелагові монархи (Symposiachrus browni),  двобарвні міагри (Myiagra ferrocyanea), білодзьобі ворони (Corvus woodfordi), бугенвільські ворони (Corvus meeki), соломонські тоутоваї (Petroica polymorpha), жовтогорлі окулярники (Zosterops metcalfii), соломонські окулярники (Zosterops luteirostris), пальмові окулярники (Zosterops kulambangrae), темноокі окулярники (Zosterops tetiparius), бугенвільські шпаки-малюки (Aplonis brunneicapillus), соломонські шпаки-малюки (Aplonis grandis), коломбангарські дрозди (Turdus kulambangrae) та малі квіткоїди (Dicaeum aeneum)
Бугенвільські медолизи (Stresemannia bougainvillei), бугенвільські свистуни (Pachycephala richardsi), гірські віялохвістки (Rhipidura drownei), бугенвільські очеретянки (Horornis haddeni), бугенвільські кущавники (Cincloramphus llaneae), бугенвільські окулярники (Zosterops hamlini) та бугенвільські дрозди (Turdus bougainvillei) зустрічаються виключно на острові Бугенвіль, велалавельські окулярники (Zosterops vellalavella) є ендеміками Велья-Лавельї, ранонгійські окулярники (Zosterops splendidus) — ендеміками Ранонгги, коломбангарські вівчарики (Phylloscopus amoenus) та коломбангарські окулярники (Zosterops murphyi) — ендеміками Коломбангари, новогеоргійські рибалочки (Ceyx collectoris) — ендеміками Нової Джорджії, гвадалканальські сичі (Athene granti), гвадалканальські рибалочки (Ceyx nigromaxilla), атолові медолюби (Guadalcanaria inexpectata), меланезійські свистуни (Pachycephala implicata), гвадалканалські віялохвістки (Rhipidura ocularis), гвадалканалські кущавники (Cincloramphus turipavae), гуадалканалські окулярники (Zosterops oblitus) та краплистоволі квічалі (Zoothera turipavae) — ендеміками Гуадалканалу, синьолобі курочки (Gallinula silvestris), макіранські сичі (Athene roseoaxillaris), макірські рибалочки (Ceyx gentianus), сан-кристобальські медовички (Myzomela tristrami), сан-кристобальські медолюби (Meliarchus sclateri), соломонські шикачики (Edolisoma salomonis), сан-кристобальські віялохвістки (Rhipidura tenebrosa), сан-кристобальські міагри (Myiagra cervinicauda), меланезійські очеретянки (Horornis parens), сан-кристобальські вівчарики (Phylloscopus makirensis), сірогорлі окулярники (Zosterops rendovae), сан-кристобальські шпаки-малюки (Aplonis dichroa), сан-кристобальські квічалі (Zoothera margaretae), та сан-кристобальські квіткоїди (Dicaeum tristrami) — ендеміками острова Макіра, також відомого як Сан-Кристобаль, малаїтанські сичі (Athene malaitae), малаїтські медовички (Myzomela malaitae), малаїтські шикачики (Edolisoma tricolor), білогруді віялохвістки (Rhipidura coultasi), малаїтські віялохвістки (Rhipidura malaitae), малаїтські монархи (Symposiachrus malaitae) та малаїтські окулярники (Zosterops stresemanni) — ендеміками Малаїти, а соломонські тілопо (Ptilinopus richardsii), ренельські ріроріро (Gerygone citrina), ренельські свистуни (Pachycephala feminina), ренельські віялохвістки (Rhipidura rennelliana), ренельські монархи-великодзьоби (Clytorhynchus hamlini), помаранчеводзьобі окулярники (Zosterops rennellianus), ренельські окулярниці (Zosterops superciliosus) та ренельські шпаки-малюки (Aplonis insularis) — ендеміками коралових островів Реннелл і Беллона. Крім того, в горах Соломонових островів гніздяться ендемічні буревісники Гейнрота (Puffinus heinrothi). Раніше в екорегіоні зустрічалися ендемічні соломонські голуби (Microgoura meeki) та великодзьобі голуби (Pampusana salamonis), однак наразі вони вимерли.
Серед майже ендемічних птахів, які окрім Соломонових островів, також зустрічаються на інших островах Меланезії, слід відзначити меланезійського великонога (Megapodius eremita), жовтоногого голуба (Columba pallidiceps), двоморфну горлицю (Macropygia mackinlayi), бузковогрудого тілопо (Ptilinopus solomonensis), гребінчастого пінона (Ducula rubricera), острівного пінона (Ducula pistrinaria), меланезійську салангану (Aerodramus orientalis), строкатого яструба (Tachyspiza albogularis), меланезійського альціона (Todiramphus tristrami), зеленого папужку-пігмея (Micropsitta finschii), жовтоголового лоріто (Geoffroyus heteroclitus), лорі-кардинала (Pseudeos cardinalis), кардиналову медовичку (Myzomela cardinalis), бугенвільського шикачика (Edolisoma erythropygium), довгохвостого оругеро (Lalage leucopyga), меланезійську міагру (Myiagra caledonica), атолового шпака-малюка (Aplonis feadensis), новобританського квічаля (Zoothera talaseae), довгохвостого міно (Mino kreffti), вануатського дрозда (Turdus vanikorensis) та новобританську мунію (Lonchura melaena).
Герпетофауна екорегіону також включає низку ендемічних видів. Серед ендемічних плазунів, поширених на Соломонових островах, слід відзначити соломонського кривопалого гекона (Cyrtodactylus salomonensis), бугенвільського лускатопалого гекона (Lepidodactylus mutahi), жовтогорлого сцинка (Emoia flavigularis), беллонського сцинка (Emoia isolata), стрункого лісового сцинка (Sphenomorphus concinnatus), західного крокодилового сцинка (Tribolonotus pseudoponceleti), велетенського колючого сцинка (Tribolonotus ponceleti), соломонського деревного дракончика (Hypsilurus macrolepis), ісабельського варана (Varanus spinulosus), реннельського варана (Varanus juxtindicus), соломонську коралову змію (Salomonelaps par), бугенвільську коралову змію (Parapistocalamus hedigeri) та соломонського чорносмугого крайта (Loveridgelaps elapoides), а серед амфібій — велетенську соломонську деревну жабу (Cornufer hedigeri), соломонську пальмову жабу (Cornufer heffernani), соломонську гірську жабу (Cornufer montanus) тощо.

## Збереження
Люди заселили Соломонові острові ще в плейстоцені, принаймні 29 000 років тому, свідчення чого були знайдені в печері Кілу на острові Бука. Ймовірно, поселенці потрапили на архіпелаг з островів Бісмарка, перетнувши океан. В плейстоцені рівень моря був нижчим, ніж зараз, і Нова Ірландія знаходилася на відстані 180 км від Соломонових островів. Внаслідок низького рівня моря острови Бука, Бугенвіль, Шуазель, Санта-Ісабель і Нггела об'єнувалися в той час у один великий острів, відомий як Великий Бугенвіль або Велика Букіда.
Ранні поселенці, ймовірно, були мисливцями-збирачами. Докази з печери Кілу свідчать про те, що вони полювали на кажанів, плазунів, щурів і птахів щонайменше з шести родин, зокрема на кілька видів голубів, великоногів та пастушків. Також в печері були знайдені морські мушлі та риб'ячі кістки, що вказує на те, що поселенці займалися риболовлею. Крім того, люди збирали багаті на крохмаль таро (Colocasia esculenta) та алоказію (Alocasia spp.). Горіхоплідні індійські канаріуми (Canarium indicum) та соломонські канаріуми (Canarium salomonense) були завезені на Соломонові острови з Нової Гвінеї приблизно 10 000 років тому. 6000-5500 років тому рівень світового океану піднявся майже до сучасного рівня. Приблизно у 3400 році до н.е. на архіпелаг прибули нові поселенці з культури лапіта, предки сучасних народів Океанії, і завезли на острови сумчастих пухнастих кускусів (Phalanger orientalis).
Сучасне населення Соломонових островів доволі строкате і представлене кількома культурами. На архіпелазі розмовляють 70-80 мовами. Існує культурна різниця між людьми, які живуть поблизу «солоної води», спосіб життя та культура яких орієнтовані на море, та «людьми кущів», які живуть у внутрішніх районах островів,  та мають власний спосіб життя та традиції, зосереджені на лісах та садах. У деяких частинах архіпелагу, таких як Західні Соломонові острови, внутрішні частини островів наразі малозаселені.
Багато острів'ян займаються натуральним садівництвом. Поширеною є практика вирубки лісу, коли на обмеженій ділянці лісу протягом відносно короткого періоду практикується садівництво, а потім цю ділянку залишають під паром, щоб відновити ліс та родючість ґрунтів. Лісові дерева, які дають їстівні горіхи та плоди, зокрема хлібне дерево (Artocarpus altilis), їстівний пангіум (Pangium edule), різні види канаріумів (Canarium spp.) та баррингтоній (Barringtonia spp.), при вирубці лісу та перетворенні його на сад зазвичай залишають.
Більшість гірських дощових лісів екорегіону є відносно незайманими, тоді як багато низинних лісів було знищено та перетворено на ферми, сади, плантації кокосових пальм (Cocos nucifera) та інших харчових, волокнистих і деревних рослин. Значна частина луків на схід від Хоніари була замінена на плантації олійної пальми (Elaeis guineensis).
Комерційна вирубка лісу на Соломонових островах почалася в 1920-х роках, і в результаті значні площі лісів по всьому архіпелагу, переважно в низинах, були вирубані. Одним з островів, що найбільше постраждав від вирубки, є Коломбангара. Суцільні рубки тут почалися в 1960-х роках, і до 2012 року на острові залишилося менше 10 % первинних лісів, переважно на недоступних гірських вершинах, в ущелинах та в центральному кратері.
Оцінка 2017 року показала, що 662 км², або 2 % екорегіону, є заповідними територіями. Природоохоронні території включають: Національний парк Королеви Єлизавети, Коломбангарський лісовий заповідник, Лісова племінна заповідна зона Падезака, Лісова заповідна зона Сіребе, Лісова племінна заповідна зона Сіпорае та Лісова заповідна зона Вурі на Соломонових Островах, в також Зона управління дикою природою Пірунг у Папуа Новій Гвінеї. У 2013 році південно-східну частину острова Реннел було внесено до списку Світової спадщини ЮНЕСКО.